# Bogomolčarji
Bogomolčarji (znanstveno ime Stomatopoda) so red višjih rakov, v katerega uvrščamo približno 400 danes živečih opisanih vrst. Ime so dobili po sprednjih okončinah in drži, ki so podobne tistim od bogomolk.

## Telesne značilnosti
Bogomolčarji so razmeroma veliki raki, ki dosežejo od 5 do več kot 35 cm v dolžino. Imajo hrbtno sploščeno telo z velikim, širokim, očitno členjenim zadkom in razmeroma majnim oprsjem, ki ga prekriva ščitast karapaks.  Zadkove okončine (pleopodi) so dobro razvite, iz njih izraščajo nitaste škrge. Veliki so tudi uropodi in repna plavut (telzon). Prvih pet parov oprsnih okončin je pol-kleščastih (z enim gibljivim delom), posebej drugi par, ki je močno povečan in ga bogomolčarji uporabljajo pri lovu. Po obliki tega para in načinu lova ločimo dve skupini bogomolčarjev: prvi imajo na gibljivem delu klešče vrsto bodic, s katerimi nabodejo plen, pri drugih pa je konec negibljivega dela močno odebeljen in ga uporabljajo kot kladivo, s katerim razbijajo oklepe drugih vodnih nevretenčarjev (npr. školjk in rakovic). V obeh primerih rak okončino bliskovito iztegne in napade s silo, ki lahko poškoduje žival mnogo večjo od njega. Dobro raziskan je primer vrste Odontodactylus scyllarus, ki lahko iztegne nogo s pospeškom 10.400 g in udari v oklep plena s silo, primerljivo z nabojem kalibra .22. Takšne ogromne pospeške omogoča sistem struktur, ki delujejo kot elastične vzmeti, zapahi in vzvodi. Sistem shrani energijo, ko ga žival napne z mišicami in se bliskovito sproži ob napadu. Poleg samega udarca povzroči hitro gibanje še sesedanje zračnih mehurčkov ob mestu udarca. Tarčo tako isti napad udari dvakrat - prvič okončina bogomolčarja in drugič implozija mehurčkov, z le nekoliko manjšo silo.
Druga opazna značilnost bogomolčarjev so izredno dobro razvite oči, ki so ene najkompleksnejših sploh med vsemi živalmi. Z njimi lahko zaznavajo celoten vidni spekter, poleg tega pa še ultravijolično valovanje in smer polarizacije svetlobe. Nekatere vrste imajo več kot 16 tipov svetlobno občutljivih celic (fotoreceptorjev), ki zaznavajo različne dele spektra; njihovo občutljivost dodatno usklajujejo svetlobni filtri. Vsako posamezno oko je razdeljeno na tri ločene regije, ki omogočajo trinokularni vid z vsakim od očes. Obe očesi sta na pecljih, ki jih lahko žival premika ločeno. Poleg oči sta na sprednjem delu telesa še dva para tipalnic, s katerimi vonjajo.
Mnogi bogomolčarji so živo obarvani, z različnimi vzorci zelene, modre ali rdeče barve in lahko tudi aktivno fluorescirajo.

## Življenje in vedenje
Večina bogomolčarjev živi v špranjah med kamenjem ali koralami oz. si izkopljejo brlog v dnu.  Vrste, ki razbijajo plen, ga aktivno zalezujejo po okolici skrivališča. V iskanju plena se plazijo po dnu, lahko pa tudi plavajo z zamahovanjem zadkovih okončin. Drugi čakajo na plen v zasedi. Aktivni so bodisi podnevi, ponoči ali v somraku.
So dolgoživeče živali z zapletenim socialnim vedenjem. Posamezni osebki vzpostavijo svoj teritorij, v katerem lovijo, in ga branijo pred tekmeci v ritualiziranih bojih. Zaradi njihovih živopisanih vzorcev domnevajo, da se je njihov odličen vid razvil tudi za medsebojno prepoznavanje. Predstavniki nekaterih vrst uporabljajo spreminjajoče se fluorescentne vzorce za medsebojno vidno signalizacijo, poleg tega pa se lahko prepoznavajo tudi po vonju.
Za časa svojega življenja se lahko parijo več desetkrat. Samec in samica pri nekaterih vrstah prideta v stik samo med parjenjem, pri drugih pa lahko par ostane skupaj tudi 20 let ali več. Delita si brlog in skupaj skrbita za potomstvo. Samica izleže tudi do 50.000 jajčec naenkrat in jih zlepi v maso. Pravkar izlegla ličinka je zoea, do tri mesece živi kot plankton.

## Ekologija
So skoraj izključno morske živali, ki dosegajo največjo vrstno pestrost v tropskih in subtropskih morjih, nekaj vrst pa živi tudi v območjih z zmernim podnebjem. Kot nakazuje njihova telesna zgradba, so vsi predstavniki plenilski. Kljub temu, da so med najpomembnejšimi plenilci v plitvih morjih, so kot skupina razmeroma slabo poznani, saj preživijo večino življenja v svojih brlogih.
V Jadranu živi pet vrst, od tega dve tudi v slovenskem delu. Najbolj znana je morska bogomolka (Squilla mantis, na obali znana tudi kot kanoča).

### Pomen za človeka
Meso bogomolčarjev je okusno, podobno mesu jastogov, zato je priljubljena jed v japonski in kitajski kuhinji. Morsko bogomolko pogosto jedo tudi v Sredozemlju, predvsem v Dalmaciji. Nekatere vrste preživijo tudi v močno onesnaženem okolju pristanišč, zato niso primerne za prehrano, saj se strupene snovi kopičijo v njihovih telesih.
Nekateri morski akvaristi gojijo bogomolčarje v svojih akvarijih, pogosteje pa jih smatrajo za nadlogo, saj se dogaja, da nevede vnesejo primerek s kosom korale, v katerem ima brlog. Tak »slepi potnik« nato lovi ribe, rake in mehkužce ter razbija korale in ga je v dobro naseljenem akvariju izredno težko ujeti. S svojim močnim udarcem so sposobni tudi počiti ali celo razbiti steklo akvarija.

## Sistematika
Bogomolčarji so edini še živeč red v podrazredu Hoplocarida, ki ga poleg njih sestavljata še dva izumrla redova, ki sta živela v paleozoiku. Za vse so značilne močne lovilne okončine in dobesedni prevod imena Hoplocarida je »oboroženi rakci«.
Danes je znanih okrog 400 vrst bogomolčarjev, vse uvrščamo v podred Unipeltata. Tega po sodobni klasifikaciji delimo v 17 družin:
Naddružina Bathysquilloidea
Bathysquillidae
Indosquillidae
Naddružina Gonodactyloidea
Alainosquillidae
Hemisquillidae
Gonodactylidae
Odontodactylidae
Protosquillidae
Pseudosquillidae
Takuidae
Naddružina Erythrosquilloidea
Erythrosquillidae
Naddružina Lysiosquilloidea
Coronididae
Lysiosquillidae
Nannosquillidae
Tetrasquillidae
Naddružina Squilloidea
Squillidae
Naddružina Eurysquilloidea
Eurysquillidae
Naddružina Parasquilloidea
Parasquillidae